# 张友端
张友端（1919年—），女，湖南长沙人，中国生物化学家，中国科学院上海生物化学研究所研究员，曾任中国生物化学会理事。